# Премия журнала Empire (2014)
19-я церемония вручения наград премии «Империя» за заслуги в области кинематографа за 2013 год состоялась 30 марта 2014 года в Grosvenor House Hotel (Лондон, Великобритания). Лауреаты были определены по итогам голосования аудиторией журнала Empire. Список номинантов был опубликован 24 февраля 2014 года на официальном сайте премии.
Специальная награда «Вдохновение премии „Империя“» была вручена режиссёру фильма «Капитан Филлипс» — Полу Гринграссу.
Из-за большого количества номинаций в категориях за лучшую мужскую и женскую роли, организаторы решили создать категории за лучшие роли второго плана, чтобы в полной мере показать разнообразие номинантов этого года.

## Список лауреатов и номинантов
• Лауреаты выделены отдельным цветом. 
| Категории                                      | Лауреаты и номинанты                                                              |
| ---------------------------------------------- | --------------------------------------------------------------------------------- |
| Лучший фильм                                   | • Гравитация / Gravity                                                            |
| Лучший фильм                                   | • 12 лет рабства / 12 Years a Slave                                               |
| Лучший фильм                                   | • Капитан Филлипс / Captain Phillips                                              |
| Лучший фильм                                   | • Хоббит: Пустошь Смауга / The Hobbit: The Desolation of Smaug                    |
| Лучший фильм                                   | • Голодные игры: И вспыхнет пламя / The Hunger Games: Catching Fire               |
| Лучший британский фильм                        | • Армагеддец / The World's End                                                    |
| Лучший британский фильм                        | • Алан Партридж: Альфа Отец / Alan Partridge: Alpha Papa                          |
| Лучший британский фильм                        | • Грязь / Filth                                                                   |
| Лучший британский фильм                        | • Гонка / Rush                                                                    |
| Лучший британский фильм                        | • Солнце над Литом / Sunshine on Leith                                            |
| Лучшая комедия                                 | • Алан Партридж: Альфа Отец / Alan Partridge: Alpha Papa                          |
| Лучшая комедия                                 | • Телеведущий 2: И снова здравствуйте / Anchorman 2: The Legend Continues         |
| Лучшая комедия                                 | • Любовь по-взрослому / This Is 40                                                |
| Лучшая комедия                                 | • Конец света 2013: Апокалипсис по-голливудски / This Is the End                  |
| Лучшая комедия                                 | • Армагеддец / The World's End                                                    |
| Лучший фильм ужасов                            | • Заклятие / The Conjuring                                                        |
| Лучший фильм ужасов                            | • Поле в Англии / A Field in England                                              |
| Лучший фильм ужасов                            | • Зловещие мертвецы: Чёрная книга / Evil Dead                                     |
| Лучший фильм ужасов                            | • Война миров Z / World War Z                                                     |
| Лучший фильм ужасов                            | • Тебе конец! / You're Next                                                       |
| Лучший научно-фантастический фильм или фэнтези | • Хоббит: Пустошь Смауга / The Hobbit: The Desolation of Smaug                    |
| Лучший научно-фантастический фильм или фэнтези | • Гравитация / Gravity                                                            |
| Лучший научно-фантастический фильм или фэнтези | • Голодные игры: И вспыхнет пламя / The Hunger Games: Catching Fire               |
| Лучший научно-фантастический фильм или фэнтези | • Тихоокеанский рубеж / Pacific Rim                                               |
| Лучший научно-фантастический фильм или фэнтези | • Стартрек: Возмездие / Star Trek Into Darkness                                   |
| Лучший триллер                                 | • Голодные игры: И вспыхнет пламя / The Hunger Games: Catching Fire               |
| Лучший триллер                                 | • Капитан Филлипс / Captain Phillips                                              |
| Лучший триллер                                 | • Иллюзия обмана / Now You See Me                                                 |
| Лучший триллер                                 | • Пленницы / Prisoners                                                            |
| Лучший триллер                                 | • Транс / Trance                                                                  |
| Лучший актёр                                   | • Джеймс Макэвой — «Грязь» (за роль Брюса Робертсона)                             |
| Лучший актёр                                   | • Чиветел Эджиофор — «12 лет рабства» (за роль Соломона Нортапа)                  |
| Лучший актёр                                   | • Леонардо Ди Каприо — «Волк с Уолл-стрит» (за роль Джордана Белфорта)            |
| Лучший актёр                                   | • Мартин Фримен — «Хоббит: Пустошь Смауга» (за роль Бильбо Бэггинса)              |
| Лучший актёр                                   | • Том Хэнкс — «Капитан Филлипс» (за роль капитана Ричарда Филлипса)               |
| Лучшая актриса                                 | • Эмма Томпсон — «Спасти мистера Бэнкса» (за роль Памелы Линдон Трэверс)          |
| Лучшая актриса                                 | • Эми Адамс — «Афера по-американски» (за роль Сидни Проссер)                      |
| Лучшая актриса                                 | • Кейт Бланшетт — «Жасмин» (за роль Жанетт «Жасмин» Фрэнсис)                      |
| Лучшая актриса                                 | • Дженнифер Лоуренс — «Голодные игры: И вспыхнет пламя» (за роль Китнисс Эвердин) |
| Лучшая актриса                                 | • Сандра Буллок — «Гравитация» (за роль Райан Стоун)                              |
| Лучший актёр второго плана                     | • Майкл Фассбендер — «12 лет рабства» (за роль Эдвина Эппса)                      |
| Лучший актёр второго плана                     | • Даниэль Брюль — «Гонка» (за роль Ники Лауды)                                    |
| Лучший актёр второго плана                     | • Сэм Клафлин — «Голодные игры: И вспыхнет пламя» (за роль Финника Одэйра)        |
| Лучший актёр второго плана                     | • Ричард Армитидж — «Хоббит: Пустошь Смауга» (за роль Торина Дубощита)            |
| Лучший актёр второго плана                     | • Том Хиддлстон — «Тор 2: Царство тьмы» (за роль Локи)                            |
| Лучшая актриса второго плана                   | • Салли Хокинс — «Жасмин» (за роль Джинджер)                                      |
| Лучшая актриса второго плана                   | • Эванджелин Лилли — «Хоббит: Пустошь Смауга» (за роль Тауриэль)                  |
| Лучшая актриса второго плана                   | • Дженнифер Лоуренс — «Афера по-американски» (за роль Розалин Розенфельд)         |
| Лучшая актриса второго плана                   | • Лупита Нионго — «12 лет рабства» (за роль Пэтси)                                |
| Лучшая актриса второго плана                   | • Миа Васиковска — «Порочные игры» (за роль Индии Стокер)                         |
| Лучший режиссёр                                | • Альфонсо Куарон — «Гравитация»                                                  |
| Лучший режиссёр                                | • Эдгар Райт — «Армагеддец»                                                       |
| Лучший режиссёр                                | • Пол Гринграсс — «Капитан Филлипс»                                               |
| Лучший режиссёр                                | • Питер Джексон — «Хоббит: Пустошь Смауга»                                        |
| Лучший режиссёр                                | • Стив Маккуин — «12 лет рабства»                                                 |
| Мужской дебют                                  | • Эйдан Тёрнер — «Хоббит: Пустошь Смауга»                                         |
| Мужской дебют                                  | • Бархад Абди — «Капитан Филлипс»                                                 |
| Мужской дебют                                  | • Джордж Маккей — «Солнце над Литом»                                              |
| Мужской дебют                                  | • Оскар Айзек — «Внутри Льюина Дэвиса»                                            |
| Мужской дебют                                  | • Тай Шеридан — «Мад»                                                             |
| Мужской дебют                                  | • Уилл Поултер — «Мы — Миллеры»                                                   |
| Женский дебют                                  | • Марго Робби — «Волк с Уолл-стрит»                                               |
| Женский дебют                                  | • Адель Экзаркопулос — «Жизнь Адель»                                              |
| Женский дебют                                  | • Антония Томас — «Солнце над Литом»                                              |
| Женский дебют                                  | • Элизабет Дебики — «Великий Гэтсби»                                              |
| Женский дебют                                  | • Фрейя Мейвор — «Солнце над Литом»                                               |
| Женский дебют                                  | • Лупита Нионго — «12 лет рабства»                                                |
| Снять за 60 секунд                             | • Дэвид Смит — «Нефть»                                                            |

### Специальные награды
- «Вдохновение премии „Империя“» вручена режиссёру фильма «Капитан Филлипс» — Полу Гринграссу
- The Action Hero Of Our Lifetime — Арнольд Шварценеггер
- Empire Hero — Саймон Пегг
- Empire Icon — Хью Джекман